# 아즈치촌
아즈치촌(安土村)은 시가현 가모군에 있던 촌이다.

## 역사
- 1889년 4월 1일 - 정촌제 시행에 의해 10촌의 구역을 가지고 성립하였다.
- 1954년 4월 1일 - 오이소촌과 합병해 아즈치정이 성립하여, 동일 아즈치촌은 폐지되었다.

## 교통

### 철도
- 일본국유철도
  - 도카이도 본선

## 참고문헌
- 角川日本地名大辞典 25 滋賀県